# Melitaea arduinna
Melitaea arduinna är en fjärilsart som beskrevs av Eugen Johann Christoph Esper 1783. Melitaea arduinna ingår i släktet Melitaea och familjen praktfjärilar. Inga underarter finns listade i Catalogue of Life.